# Номинална стойност
Номинална стойност или номинал е стойност, която е установлена от емитента и която обичайно е обозначена непосредствено. Номиналната стойност се отнася до монети, марки или банкноти.